# فاريكس
فاريكس هو غذاء للأطفال الرضع مصنوع بالدرجة الأولى من الدقيق ومعزز بالفيتامينات. تم إنتاجه من قبل شركة جلاكسو.

## عن المنتج
أنتجت شركة «جلاكسو» حبوب «فاريكس» للمرة  الأولى في عام 1934. واليوم، تعد حبوب «فاركس» واحدة من أكثر الأطعمة شعبية لدى الأطفال في أستراليا ونيوزيلندا. تقدم فاريكس الآن الحبوب لمختلف الأعمار.